# Willie Dixon
Willie Dixon, född William James Dixon den 1 juli 1915 i Vicksburg, Mississippi, död 29 januari 1992 i Burbank, Kalifornien, var en amerikansk sångare, kompositör, sångtextförfattare och musiker (gitarr, bas). 
Led Zeppelin har använt sig av flera av hans sånger, såsom "You Shook Me", "I Can't Quit You Baby", "You Need Love" (som en del av "Whole Lotta Love") och "Bring It On Home" (inledning och avslut). Dixon stämde 1985 Led Zeppelin för låtstöld och efter två år kom man fram till en uppgörelse utan att blanda in domstol.Efter det står Dixon som upphovsman till bland annat Whole Lotta Love.

## Diskografi
| År   | Titel                                               | Etikett          | Nummer    | Kommentarer                                                  |
| 1959 | Willie's Blues                                      | Bluesville       | BVLP-1003 | med Memphis Slim                                             |
| 1960 | Blues Every Which Way                               | Verve            | MGV-3007  | med Memphis Slim                                             |
| 1960 | Songs of Memphis Slim and "Wee Willie" Dixon        | Folkways         | FW-2385   | [ 4 ]                                                        |
| 1962 | Memphis Slim and Willie Dixon at the Village Gate   | Folkways         | FA-2386   | live, med gäst Pete Seeger                                   |
| 1963 | In Paris: Baby Please Come Home!                    | Battle           | BM-6122   | med Memphis Slim, 1962                                       |
| 1970 | I Am The Blues                                      | Columbia         | PC-9987   | med the Chicago All Stars                                    |
| 1971 | Willie Dixon's Peace?                               | Yambo            | 777-15    | med the Chicago All Stars                                    |
| 1973 | Catalyst                                            | Ovation          | OVQD-1433 |                                                              |
| 1976 | What Happened To My Blues                           | Ovation          | OV-1705   |                                                              |
| 1983 | Mighty Earthquake and Hurricane                     | Pausa            | PR-7157   |                                                              |
| 1985 | Willie Dixon: Live (Backstage Access)               | Pausa            | PR-7183   | med Sugar Blue och Clifton James, Montreux 1985              |
| 1988 | Hidden Charms                                       | Bug              | C1-90593  | Grammy-vinnare                                               |
| 1989 | Ginger Ale Afternoon                                | Varèse Sarabande | VSD-5234  | soundtrack för film med samma namn                           |
| 1990 | The Big Three Trio                                  | Legacy           | C-46216   | from 1947–1952                                               |
| 1995 | The Original Wang Dang Doodle: The Chess Recordings | MCA              | 9353      | samling (en del outgivet) från 1954–1990                     |
| 1996 | Crying the Blues: Live in Concert                   | Thunderbolt      | CDTB-166  | live med Johnny Winter & the Chicago All Stars, Houston 1971 |
| 1998 | Good Advice                                         | Wolf             | 120.700   | live med the Chicago All Stars, Long Beach 1991              |
| 1998 | I Think I Got the Blues                             | Prevue           | 17        |                                                              |
| 2001 | Big Boss Men - Blues Legends of the Sixties         | Indigo (UK)      | IGOXCD543 | live, Houston 1971-72 (sex spår)                             |